# Ken Russell
Pour les articles homonymes, voir Russell.
 (juin 2015).
Si vous disposez d'ouvrages ou d'articles de référence ou si vous connaissez des sites web de qualité traitant du thème abordé ici, merci de compléter l'article en donnant les références utiles à sa vérifiabilité et en les liant à la section « Notes et références ».
Ken Russell, né le 3 juillet 1927 à Southampton et mort le 27 novembre 2011 à Londres, est un réalisateur, scénariste, acteur, producteur, monteur et directeur de la photographie britannique.

## Biographie
Il est l'aîné des deux fils d'Ethel (née Smith) et de Henry Russell, le propriétaire d'un magasin de chaussures. Son père, froid et distant, alimente très tôt la rage du futur réalisateur à son égard. Pour le fuir, Russell passe beaucoup de son temps au cinéma avec sa mère, qui est atteinte d'une maladie mentale.
Enfant, il nourrit l'ambition de devenir danseur de ballet, mais étudie plutôt la photographie au Collège technique de Walthamstow (maintenant une partie de l'Université de Londres-Est). Il fait un temps partie de la Royal Air Force, puis de la marine marchande. Après une courte carrière de photographe de plateau pour des spectacles de danse, il travaille comme photographe documentaire indépendant jusqu'en 1959. Après cette date, ses documentaires associés au mouvement du Free Cinema lui assurent un emploi à la télévision de la BBC.
De 1959 à 1970, il réalise des documentaires d'art, notamment Elgar (1962), The Debussy Film (1965), Isadora Duncan, the Biggest Dancer in the World (1967), Song of Summer (1968), un film consacré à Frederick Delius, et Dance of the Seven Veils (1970), un film sur Richard Strauss.
Avec les années, ses documentaires pour la télévision deviennent de plus en plus flamboyants et scandaleux. Dance of the Seven Veils, par exemple, cherche à dépeindre Richard Strauss comme un nazi. La famille Strauss, outrée par ces libertés, retire promptement les droits musicaux au producteur de sorte que le film est interdit de projection jusqu'en 2019.
French Dressing (1964), le premier long métrage de Russell est une comédie vaguement inspirée de Et Dieu… créa la femme de Roger Vadim. C'est un échec critique et commercial.
Son second film Un cerveau d'un milliard de dollars (1967), un film d'espionnage tiré d'un roman de Len Deighton, met en vedette Michael Caine.
C'est toutefois en 1969 que Russell signe son premier film vraiment personnel avec Love, une adaptation du roman Femmes amoureuses de D. H. Lawrence, avec Glenda Jackson, Oliver Reed, Jennie Linden et Alan Bates. Le film fait scandale et demeure remarquable pour sa scène de lutte entre deux hommes nus, qui rompt avec les conventions des films grand public s'interdisant de montrer les organes génitaux mâles. Lié à la révolution sexuelle et à l'attitude bohème de la fin des années 1960, le film est un succès. Il remporte le Golden Globe du meilleur film en langue étrangère 1971. Il est également nommé pour plusieurs Oscars et Glenda Jackson remporte celui de la meilleure actrice. Russell lui-même est nommé pour l'Oscar du meilleur réalisateur.
Le film est aussi nommé pour 11 BAFTA.
Après ce succès, Russell donne plusieurs de ses meilleurs films sur des thèmes innovants ou controversés. La Symphonie pathétique (1970), est un film biographique échevelé sur Piotr Ilitch Tchaïkovski, avec Richard Chamberlain et Glenda Jackson dans le rôle de la femme nymphomane du compositeur russe. La musique est dirigée par André Previn.
L'année suivante, Russell réalise Les Diables, un film si controversé que ses bailleurs de fonds, la société américaine Warner Bros., exigent des coupures. Tiré du récit-essai Les Diables de Loudun par Aldous Huxley, le scénario utilise aussi comme matériau une pièce de John Whiting. Aidé par la publicité et les rumeurs de scandale, les scènes de sexualité chez les religieuses assurent des recettes remarquables au box-office pendant huit semaines. Aux États-Unis, le film est censuré par le distributeur.
Russell finance lui-même Savage Messiah (1972), un film biographique sur le peintre français Henri Gaudier-Brzeska. Le choix de ce peintre et sculpteur relativement obscur, mort en combattant pour la France à 23 ans, en 1915, dans les tranchées de la Première Guerre mondiale, laisse apparaître une réelle sensibilité chez un cinéaste qui était jusqu'alors connu pour des sujets plus flamboyants. 
Russell travaille en collaboration avec David Puttnam sur Mahler (1974), l'un de ses meilleurs films, qui obtient pourtant un modeste succès, alors que Tommy (1975), la version cinématographique de l'opéra-rock éponyme de The Who, avec Roger Daltrey, Ann-Margret, Oliver Reed, Elton John, Tina Turner, Eric Clapton et Jack Nicholson, est un très gros succès.
Valentino (1977), avec Rudolf Noureev dans le rôle-titre, occupe la première place au box-office britannique pendant deux semaines, mais obtient un succès beaucoup plus modeste en Amérique.
En 1980, avec Au-delà du réel fait une première incursion dans le film de science-fiction. À partir du scénario de Paddy Chayefsky (basé sur son roman), Russell met en valeur son penchant pour les effets visuels baroques afin de traduire les hallucinations du héros interprété par William Hurt. John Corigliano est nommé pour l'Oscar de la meilleure musique de film. Le comportement outrancier de Russell sur le plateau de tournage compromet toutefois sa carrière à Hollywood. Après Les Jours et les nuits de China Blue (1984), avec Kathleen Turner et Anthony Perkins, Russell rentre en Angleterre.
Pendant cette dernière période, il réalise notamment Gothic (1986), avec Gabriel Byrne, qui revient sur les circonstances entourant l'écriture par Mary Shelley de Frankenstein ou le Prométhée moderne (1818), et Le Repaire du ver blanc (1988), avec Amanda Donohoe et Hugh Grant, tiré du roman éponyme de Bram Stoker. En 1988 sort Salome's Last Dance, un hommage ésotérique vaguement adapté de la pièce controversée d'Oscar Wilde, interdite sur la scène londonienne jusqu'en 1931. Le goût prononcé de Russell pour les sujets qui font polémique est toujours intact, tout comme son intérêt pour les univers décadents et pour les personnages qui s'interrogent sur leur homosexualité, pourtant ses films obtiennent de moins en moins d'audience.
Ken Russell meurt 27 novembre 2011 à Londres à l'âge de 84 ans.

## Filmographie

### comme réalisateur

#### au cinéma
- 1956 : Knights on Bikes
- 1956 : Peepshow
- 1957 : Amelia and the Angel
- 1958 : Lourdes
- 1959 : McBryde and Coquhoun: Two Scottish Painters
- 1960 : A House in Bayswater
- 1961 : Prokofiev
- 1964 : French Dressing
- 1967 : Un cerveau d'un milliard de dollars (Billion Dollar Brain)
- 1969 : Love (Women in Love)
- 1971 : La Symphonie pathétique (The Music Lovers)
- 1971 : Les Diables (The Devils)
- 1971 : The Boy Friend
- 1972 : Le Messie sauvage (Savage Messiah)
- 1974 : Mahler
- 1975 : Tommy - Avec Elton John, Roger Daltrey, Peter Townshend, Ann Margret, etc.
- 1975 : Lisztomania - Avec Roger Daltrey (Franz Liszt), Ringo Starr (Le Pape) et Rick Wakeman (Thor)
- 1977 : Valentino
- 1980 : Au-delà du réel (Altered States)
- 1984 : Les Jours et les nuits de China Blue (Crimes of Passion) - Avec Rick Wakeman
- 1986 : Gothic
- 1987 : Un sketch/Aria segment Nessun dorma
- 1988 : Salome's Last Dance, d'après Oscar Wilde, avec Glenda Jackson, Nickolas Grace
- 1988 : Le Repaire du ver blanc (The Lair of the White Worm), d'après Bram Stoker, avec Amanda Donohoe, Hugh Grant, Catherine Oxenberg
- 1989 : L'Arc-en-ciel, d'après D. H. Lawrence, avec David Hemmings et Glenda Jackson
- 1991 : La Putain (Whore)
- 1996 : Tales of Erotica, segment The Insatiable Mrs. Kirsch
- 1997 : Ken Russell 'In Search of the English Folk Song', documentaire
- 2000 : Lion's Mouth, court métrage
- 2004 : Revenge of The Elephant Man
- 2002 : The Fall of the Louse of Usher (en)
- 2006 : Trapped Ashes, segment The Girl with Golden Breasts
- 2007 : A Kitten for Hitler
- 2009 : Boudica bites Back

#### à la télévision
- 1958 : Monitor (série TV)
- 1959 : Variations on a Mechanical Theme
- 1959 : Portrait of a Goon
- 1959 : Poet's London
- 1959 : Guitar Craze
- 1959 : Gordon Jacob
- 1960 : Shelagh Delaney's Salford
- 1960 : The Miner's Picnic
- 1960 : Marie Rambert Remembers
- 1960 : The Light Fantastic
- 1960 : Cranko at Work
- 1960 : Architecture of Entertainment
- 1961 : Old Battersea House
- 1961 : London Moods
- 1961 : Antonio Gaudi
- 1962 : Preservation Man
- 1962 : Pop Goes the Easel (en)
- 1962 : Mr. Chesher's Traction Engines
- 1962 : Lotte Lenya Sings Kurt Weill
- 1962 : Elgar
- 1963 : Watch the Birdie
- 1964 : Lonely Shore
- 1964 : The Dotty World of James Lloyd (série Omnibus (en))
- 1964 : Diary of a Nobody
- 1964 : Bartok
- 1965 : The Debussy Film
- 1965 : Always on Sunday
- 1966 : Isadora Duncan, the Biggest Dancer in the World
- 1966 : Don't Shoot the Composer
- 1967 : Dante's Inferno
- 1968 : Song of Summer (série Omnibus), sur Frederick Delius
- 1970 : Dance of the Seven Veils (série Omnibus), sur Richard Strauss
- 1978 : Clouds of Glory: The Rime of the Ancient Mariner
- 1978 : Clouds of Glory: William and Dorothy
- 1983 : The Planets, documentaire
- 1986 : Ralph Vaughan Williams, documentaire
- 1989 : Méphistophélès, sur le livret d'Arrigo Boito
- 1989 : A British Picture, avec Molly Russell, Rupert Russell, Victoria Russell, Vivian Russell et Ken dans leurs propres rôles
- 1990 : Women and Men: Stories of Seduction, segment Dusk Before Fireworks, d'après Dorothy Parker
- 1990 : The Strange Affliction of Anton Bruckner
- 1991 : Road to Mandalay, documentaire
- 1991 : Une affaire d'honneur (Prisoner of Honor), avec Richard Dreyfuss, Oliver Reed, Peter Firth, Jeremy Kemp, Brian Blessed - sur l'affaire Dreyfus
- 1992 : The Secret Life of Arnold Bax, sur Arnold Bax, avec Glenda Jackson
- 1993 : The Mystery of Dr Martinu
- 1993 : Lady Chatterley (en), mini-série avec Joely Richardson, Sean Bean, James Wilby, Shirley Anne Field
- 1995 : Classic Widows, documentaire
- 1995 : Alice in Russialand
- 1995 : Treasure Island
- 1996 : Uri (en) (Mindbender), avec Terence Stamp et Delphine Forest
- 1998 : Dogboys avec Bryan Brown, Dean Cain, Tia Carrere
- 2002 : Elgar: Fantasy of a Composer on a Bicycle, documentaire

### comme scénariste
- 1962 : Elgar (TV)
- 1964 : Diary of a Nobody (TV)
- 1965 : The Debussy Film (TV)
- 1965 : Always on Sunday (TV)
- 1966 : Isadora Duncan, the Biggest Dancer in the World (TV)
- 1967 : Dante's Inferno (TV)
- 1968 : Song of Summer (TV)
- 1971 : Les Diables (The Devils)
- 1971 : The Boy Friend
- 1974 : Mahler
- 1975 : Tommy
- 1975 : Lisztomania
- 1977 : Valentino
- 1978 : Clouds of Glory: The Rime of the Ancient Mariner (TV)
- 1978 : Clouds of Glory: William and Dorothy (TV)
- 1987 : Un sketch (Aria)
- 1988 : Salome's Last Dance
- 1988 : Le Repaire du ver blanc (The Lair of the White Worm)
- 1989 : A British Picture (TV)
- 1989 : L'Arc-en-ciel
- 1990 : The Strange Affliction of Anton Bruckner (TV)
- 1991 : Road to Mandalay (TV)
- 1991 : La Putain (Whore)
- 1992 : The Secret Life of Arnold Bax (TV)
- 1993 : L'Insatiable Madame Kirsch (The Insatiable Mrs. Kirsch)
- 1993 : Lady Chatterley (en) (TV)
- 1996 : Tales of Erotica
- 1996 : Mindbender
- 1997 : Ken Russell 'In Search of the English Folk Song'
- 2000 : Lion's Mouth
- 2002 : The Fall of the Louse of Usher
- 2006 : Marple: The Moving Finger (TV) : révérend Caleb Dane Calthrop

### comme acteur
- 1962 : Walk with the Damned : A Hood
- 1966 : Isadora Duncan, the Biggest Dancer in the World (TV) : Captain Patterson (cameo)
- 1968 : Song of Summer (TV) : Priest (cameo)
- 1972 : Savage Messiah : Passenger getting off train in station
- 1975 : Tommy : Cripple
- 1977 : Valentino : Rex Ingram
- 1986 : Gothic : touriste
- 1988 : Salome's Last Dance : Cappadocian / Kenneth
- 1990 : La Maison Russie (The Russia House) : Walter
- 1991 : La Putain (Whore) : serveur
- 1992 : The Secret Life of Arnold Bax (TV) : Sir Arnold Bax
- 1993 : Lady Chatterley (en) (TV) : Sir Michael Reid
- 1996 : Tales of Erotica : Mr. Kirsch (segment The Insatiable Mrs. Kirsch)
- 1996 : A History of British Art (TV) : Music Hall performer
- 2000 : Lion's Mouth : Ken le Clown
- 2002 : The Fall of the House of Usher : Dr Calihari
- 2006 : Marple : The Moving Finger (Miss Marple : La Plume empoisonnée) (TV): Rev Caleb Dane Calthrop
- 2005 : Appelez-moi Kubrick : Nightgown Man
- 2010 : Mr. Nice de Bernard Rose
- 2011 : Zero de David Barrouk

### comme producteur
- 1965 : Always on Sunday (TV)
- 1966 : Isadora Duncan, the Biggest Dancer in the World (TV)
- 1967 : Dante's Inferno (TV)
- 1968 : Song of Summer (TV)
- 1971 : La Symphonie pathétique (The Music Lovers)
- 1971 : Les Diables (The Devils)
- 1971 : The Boy Friend
- 1972 : Savage Messiah
- 1975 : Tommy
- 1983 : The Planets (film) (TV)
- 1986 : Ralph Vaughan Williams (TV)
- 1988 : Le Repaire du ver blanc (The Lair of the White Worm)
- 1989 : L'Arc-en-ciel
- 1998 : Dogboys (TV)

### comme monteur
- 2000 : Lion's Mouth
- 2002 : The Fall of the Louse of Usher

### comme directeur de la photographie
- 1957 : Amelia and the Angel

### comme candidat
- 2007 : Celebrity Big Brother saison 5, entré le 3 janvier - abandonne le 7 janvier

## Distinctions

### Récompenses
- Writers' Guild of Great Britain 1963 : prix du meilleur scénario de documentaire britannique pour Monitor: Elgar
- National Board of Review 1972 : prix du meilleur réalisateur pour The Devils ainsi que pour The Boy Friend
- Sindacato Nazionale Giornalisti Cinematografici Italiani 1972 : Ruban d'argent du meilleur réalisateur étranger pour The Devils
- Festival de Cannes 1974 : grand prix technique pour Mahler
- Writers' Guild of Great Britain de 1975 : prix du meilleur scénario original britannique pour Mahler, partagé avec Ray Connolly pour Stardust
- Festival international du film d'Istanbul 2004 : prix pour l'ensemble de son œuvre

### Nominations
- BAFTA 1970 : nomination au British Academy Film Award du meilleur réalisateur 1970 pour Women in Love
- Oscars 1971 : nomination à l'Oscar du meilleur réalisateur pour Women in Love
- British Academy Television Awards 1971 : nomination pour la meilleure production spécialisée pour Omnibus (épisode "Dance of the Seven Veils").
- Golden Globes 1971 : nomination pour le Golden Globe du meilleur réalisateur pour Women in Love
- Writers Guild of America 1972 : nomination pour la meilleure comédie adaptée depuis un autre média (Best Comedy Adapted from Another Medium) pour The Boy Friend
- Saturn Awards 1981 : nomination au Saturn Award de la meilleure réalisation pour Altered States

### Sélections
- Sélection à la Mostra de Venise 1972 pour Savage Messiah[2]
- Sélection officielle au Festival de Cannes 1974 pour Mahler
- Sélection au Fantasporto de 1987 pour Gothic
- Sélection officielle au Festival de Cannes 1987 pour Aria
- Sélection au Fantasporto de 1989 pour The Lair of the White Worm
- Sélection au festival international du film de Moscou en 1989 pour The Rainbow